# Parafia Narodzenia Najświętszej Maryi Panny w Świętem
Parafia Narodzenia Najświętszej Maryi Panny w Świętem − parafia rzymskokatolicka znajdująca się w archidiecezji przemyskiej w dekanacie Radymno I.

## Historia
W 1945 roku do Świętego przybyli polscy repatrianci z Czyszek, Bruchnala, Winniczek. Na kościół parafialny zaadaptowano dawną cerkiew. Ze wschodu przybywali kapłani, którzy kolejno byli duszpasterzami w Świętem: ks. Stanisław Żukowski (1945), o. Błażej Wierdak OFMConv (1945), o. Aureli Augustyn OFMConv (1945), o. Manuet Kwaśniak OFMConv (1945).
W 1946 roku wykonano drobne remonty kościoła. 8 września 1951 roku kościół otrzymał tytuł pw. Narodzenia Najświętszej Maryi Panny. W 1952 roku bp Ignacy Tokarczuk zdecydował o usunięciu franciszkanów z ekspozytur w Świętem i Sośnicy, ale pozostali po interwencji u prowincjała zakonu. 16 sierpnia 1952 roku ekspozytury Święte i Sośnica zostały rozdzielone, jako osobne wikariaty parafii Radymno. 
Na terenie parafii jest 991 wiernych.
Proboszczowie parafii:
1950–1957. o. Metody Rejentowicz OFMConv (ekspozyt).
1957. o. Nikodem Szałankiewicz OFMConv (ekspozyt) .
1957–?. o. Metody Rejentowicz OFMConv (ekspozyt) .
o. Henryk Bobowski OFMConv (ekspozyt).
o. Nikodem Szałankiewicz OFMConv (ekspozyt).
o. Apolinary Uchman OFMConv (ekspozyt).
? –1972. o. Ursyn Ryłko OFMConv (ekspozyt).
1972–2004. ks. kan. Kazimierz Wojdyło.
2004–2012. ks. Edward Grabarz.
2012– nadal ks. Lesław Kubicki.